# Dragon

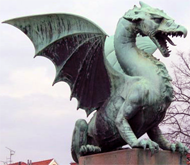
Statuia unui dragon din Ljubljana

Dragonul este o creatură mitologică de obicei descrisă ca fiind un șarpe mare și puternic sau o altă reptilă cu abilități magice și spirituale. Creaturi mitologice având câteva sau multe din caracteristicile tipice asociate dragonilor sunt comune în toate mitologiile lumii.
În zoologie, cuvântul dragon este cuprins, singur sau în combinații, în denumirea comună a unor specii de animale actuale: viermi (dragonul, Dracunculus medinensis), pești (dragonul de mare, peștele-dragon), reptile (dragonul de Komodo) etc.

## Dragonul în mitologie

### Prezentare generală
Variatele ființe care azi poartă numele de dragon probabil că nu au o singură origine, iar semnificațiile lor sunt foarte diverse. Simbol al vieții în China, animal protector în Indonezia, păzitor al săbiilor în Japonia, malefic și viclean în Europa, dragonul se întâlnește în numeroase mituri și legende. De obicei, dragonii din est, dragonii chinezești sunt ființe benefice ce aduc noroc. În mitologiile vestice, ca cea greacă sau cea celtică, dragonul este o încarnare a răului. De asemenea în mitologia persană dragonul este malefic (vezi Zahhak). În mitologiile băștinașilor americani, dar și în estul Asiei, ei sunt văzuți ca forțe primare ale naturii și ale universului. Sunt asociați cu înțelepciunea - sunt mai inteligenți ca oamenii - și cu longevitatea. De asemenea, pot avea puteri magice și supranaturale și sunt reprezentanți ai mediului acvatic. Ei personifică apa, fântânile, ploile și râurile. Unele culturi înzestrează dragonii cu darul vorbirii.
Sunt de obicei înfățișați ca niște șerpi sau șopârle de dimensiuni mari, uneori împrumutând și trăsături de pasăre de pradă. Au corpuri alungite, solzoase, clocesc ouă. Dragonii au aproape întotdeauna ochi mari, trăsătură care stă la originea cuvântului "dragon" în multe culturi. Adeseori, dar nu întotdeauna, au aripi și răsuflare incandescentă.
În Grecia antică prima menționare a unui dragon "este derivat din Iliada lui Agamemnon în cazul în care este descrisă ca având un motiv dragon albastru pe centură sabia și o emblemă de balaur cu trei capete pe farfurie piept. [7] Cu toate acestea, cuvântul grecesc utilizat (δράκων drákōn, drákontos genitiv δράκοντος) ar putea însemna, de asemenea, "sarpe". drákōn δράκων este o formă de participiul aorist activ al grecești δέρκομαι dérkomai = "văd", derkeîn = "pentru a vedea", și inițial ar putea însemna "cel care vede", sau "cea care se aprinde sau lucește" (probabil referindu-se la reflectorizant scale). Aceasta este originea cuvântului "dragon". (A se vedea, de asemenea, Theogonia lui Hesiod, 322.)

### Atitudine
Dragonii sunt mari colecționari de comori. Cei care vorbesc sunt amatori de ghicitori. Pentru a le câștiga încrederea trebuie să participi la un concurs de ghicitori. Uneori câștigătorii sunt lasati de dragoni călare pe ei în zbor.

### Simbolism
În simbolismul medieval, dragonii erau o imagine a apostazei, a trădării și a perfidiei, dar și a furiei și invidiei. Era asociat și cu calamitățile naturale. Multiplele capete erau simbolul decadenței și opresiunii și chiar al ereziei. Cu toate acestea, unele popoare europene au văzut în dragon un simbol al independenței, al suveranității și puterii. Dragonul poate însemna și inteligență; doborând un dragon, eroii din basme nu numai că aveau acces la comoara păzită de acesta, dar în plan simbolic însemna că a învins pe cea mai vicleană dintre creaturi. În unele mitologii, în special cea chinezească, dragonul reprezintă și norocul.
Joseph Campbell, în Puterea mitului, vedea în dragon un simbol al divinității și al transcedentalului, pentru că reprezenta unitatea dintre Cer și Pământ combinând șarpele (terestru) cu aripile unei păsări sau a unui liliac (celest).

### Dragoni în mitologiile lumii

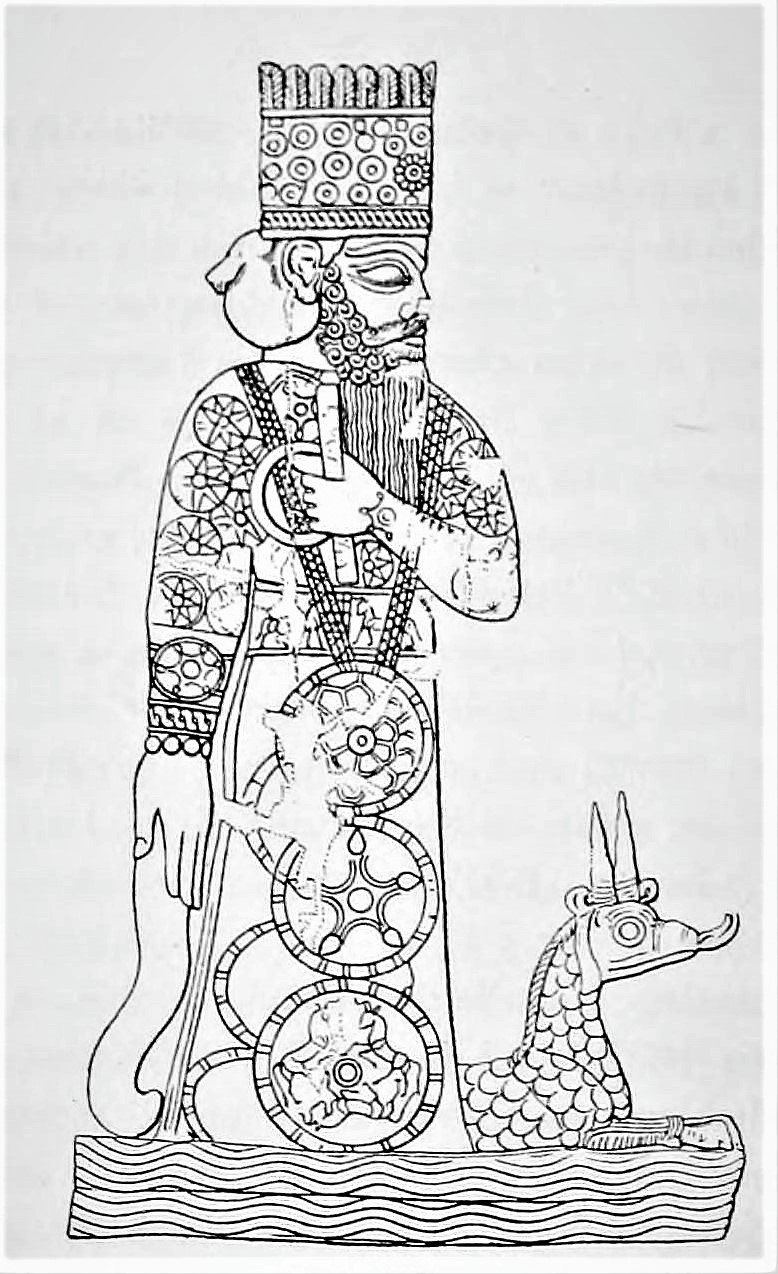
Zeul antic al Mesopotamiei Marduk şi dragonul lui, pe un sigiliu Babilonian
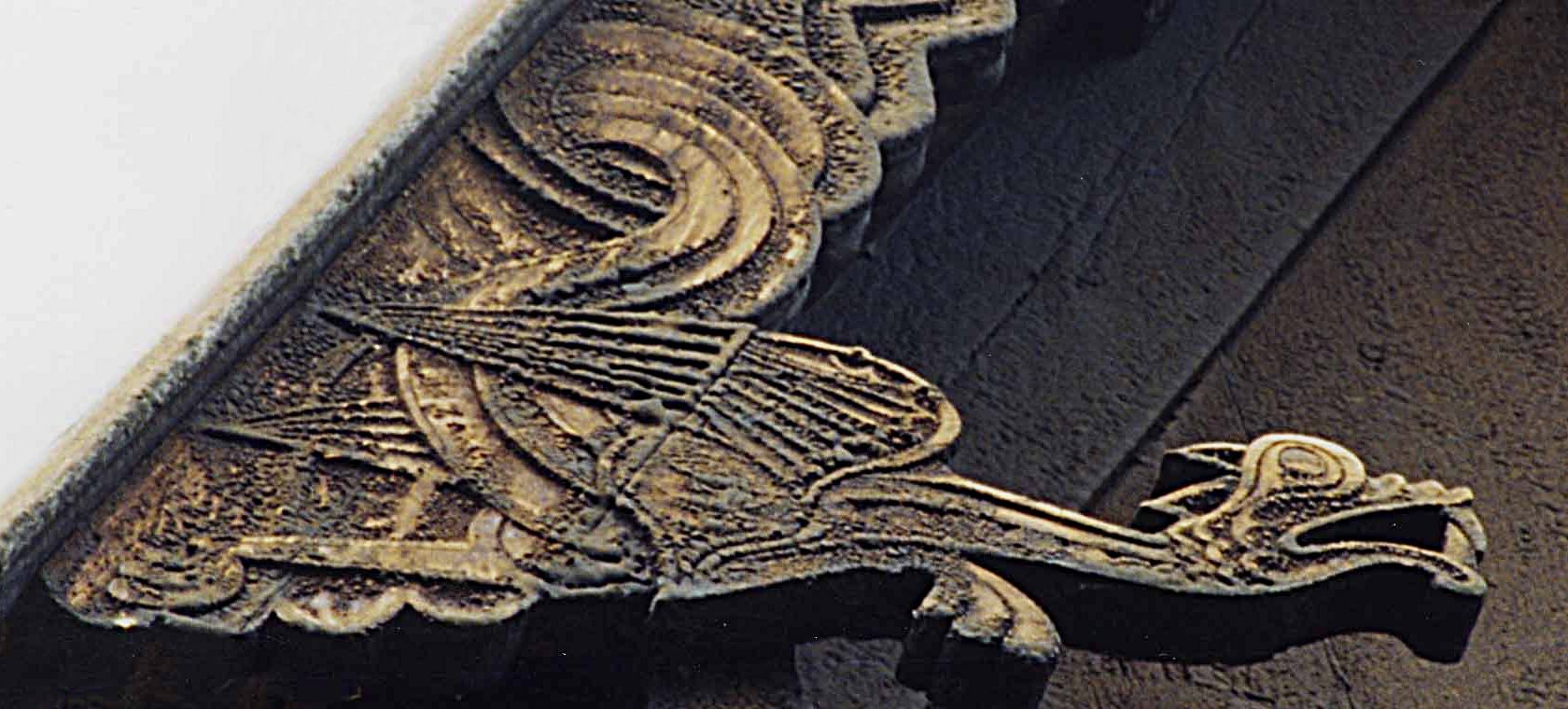
Sculptura unui dragon la biserica Hopperstad stave, Norvegia
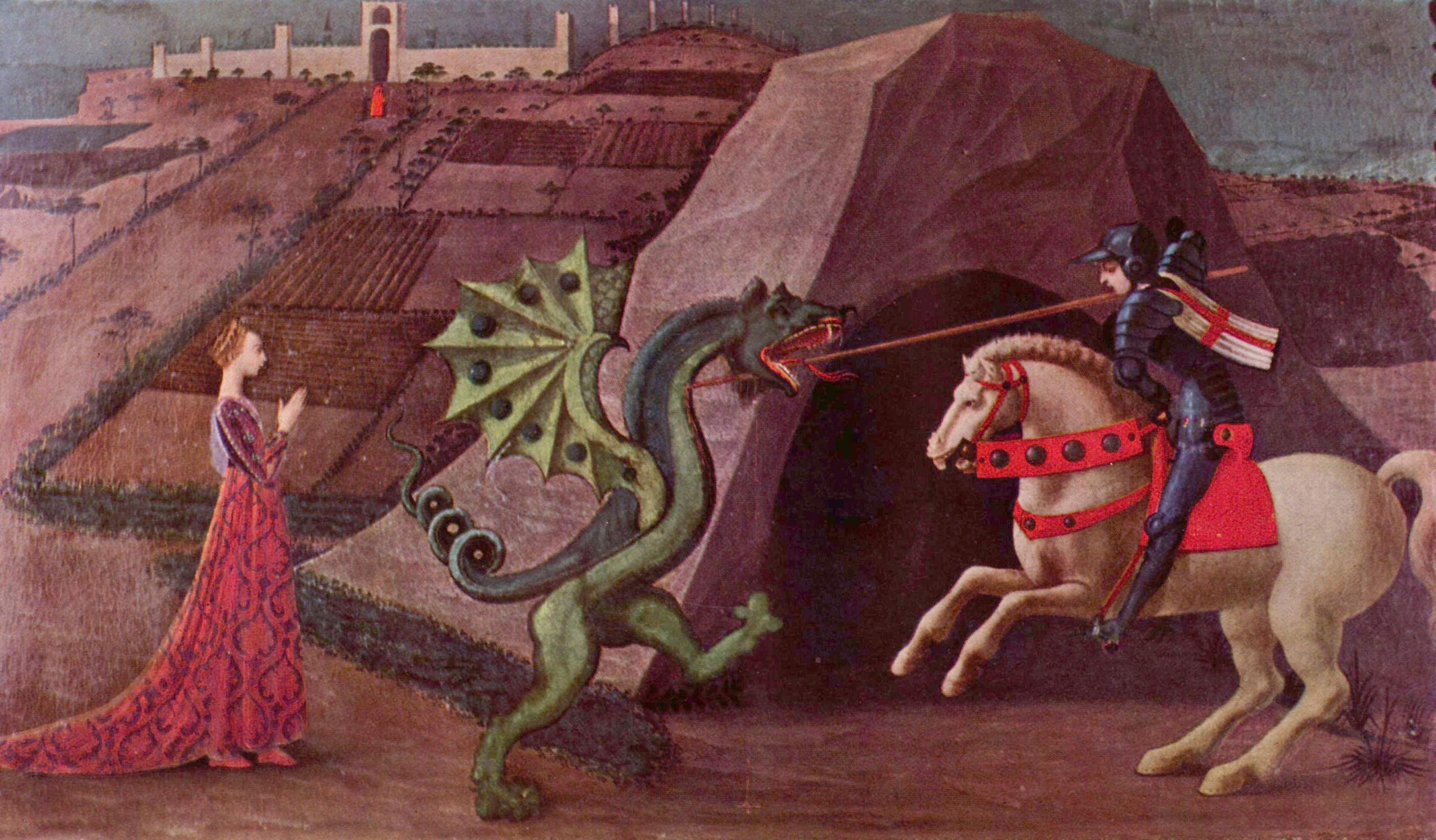
Sfântul Gheorghe ucigând balaurul; Paolo Uccello, cca. 1470
Dragonul roşu al Ţării Galilor, Y Ddraig Goch, pe Steagul Ţării Galilor

| Dragonii Asiatici                 |                     | |
| Dragon chinezesc                  | Lóng                | Lóng este prototipul dragonului chinezesc. Are o formă alungită de șarpe, combinată cu atributele altor animale; de cele mai multe ori nu are aripi, și deține patru gheare la fiecare picior (cinci pentru emblema imperială). Ei sunt stăpânii vremii și a apei și sunt un simbol al puterii.                                                                      |
| Dragon japonez                    | Ryū                 | Similar dragonilor din China și Coreea, cu trei gheare în loc de patru. Ei sunt ființe pozitive și binevoitoare (cu mici excepții) și pot îndeplini dorințe; sunt destul de rari în mitologia japoneză. |
| Dragon corean                     | Yong                | Un dragon celest, în mare, la fel ca dragonul lóng din China. Ca și lóng, yong și alți dragoni coreeni sunt asociați cu apa și vremea. |
| Dragon corean                     | yo                  | Un dragon oceanic fără coarne, uneori identificat cu șarpele marin. |
| Dragon corean                     | kyo                 | Un dragon de munte. |
| Dragon siberian                   | Yilbegan            | Asemănător cu dragonii turci și slavi. |
| Dragon indian                     | Vyalee              | Văzut de obicei în templele hinduse din Sudul Indiei |
| Dragon indian                     | Naga                | Șarpe cobra foarte mare , uneori cu multe capete , care trăiesc în apă sau sub pământ . |
| Dragonii Europeni                 |                     | |
| Dragoni scandinavici și germanici | knucker             | Șarpe foarte mare înaripat sau fără aripi,neputand sa-si folosesca aripile,ele ne fiind destul de dezvoltate.Knucker nu scuipa foc,dar ese veninos.Despre ei se credea că mănâncă vite și erau asociați cu ciuma și cu molimile. Cu toate acestea, se spunea că dacă vezi un knucker vei avea noroc.                                                                 |
| Dragon greco-roman                | hidra               | Monstru șarpe cu șapte sau nouă capete care scuipă venin , iar când îi tai un cap din locul acela răsar alte două capete. |
| Dragon slavon                     | zmey, zmiy, or zmaj | Similar cu dragonul european convențional, dar cu mai multe capete. Au respirație încinsă și/sau lasă dâre de foc în urma lui când zboară. În mitologia slavonă și în tradițiile folclorice slavone dragonul simbolizează răul. Unor dragoni li se dă nume turcești (vezi mai jos, Zilant), simbolizând conflictul de lungă durată dintre slavi și turci sau tătari. |
| Dragonii românești                | balaur              | Balaurii sunt foarte asemănători cu slavonul zmey: foarte mari, cu înotătoare de pești și multe capete. |
| Dragonii românești                | zmeu                | Zmeii au derivat din dragonii slavici. Ei sunt ființe humanoide care pot zbura și au respirația de foc. |
| Dragoni tătari                    | Zilant              | Foarte asemănător cu un wyvern, zilantul este un simbol al regiunii Kazan. Termenul Zilant însuși este o inetrpretare rusească al cuvântului tătar yilan (șarpe). |
| Dragonii din Chuvash              | Vere Celen          | Dragonii din regiunea Chuvash reflectă trăsăturile mitologiei specifice, dinaintea răspândirii islamismului |
| Dragonii galezi                   | Y Ddraig Goch       | Dragonul roșu este simbolul tradițional al Țării Galilor și apare pe steagul național galez. |
| Dragonii maghiari (Sárkányok)     | zomok               | Este un șarpe uriaș care trăiește în mlaștină, și care, din cînd în când ucide porci sau oi. Un grup de ciobani îl poate omorî cu ușurință. |
| Dragonii maghiari (Sárkányok)     | sárkánykígyó        | Un uriaș șarpe înaripat, care nu este de fapt decât un zomok ajuns la maturitate. Este folosit uneori pentru deplasarea aeriană de către garabonciások (un tip de magicieni). Dragonii sárkánykígyó conduc furtunile și vremea rea. |
| Dragonii maghiari (Sárkányok)     | sárkány             | Un fel de dragoni cu formă umană. Mulți din ei sunt giganți cu mai multe capete. Puterea lor este dată de numărul de capete. Devin din ce în ce mai slabi pe măsură ce pierd capete. |
| Dragonii Americani                |                     | |
| Dragoni mezoamericani             | Quetzalcoatl        | Cunoscutul zeu aztec Quetzalcoatl are înfățișarea unui șarpe cu pene. El este cel care împarte cunoașterea oamenilor și de asemenea, este un simbol al morții și al învierii. |
|                                   | Boi-tata            | Un animal cu aspect de dragon (de obicei un șarpe), în cultura indienilor brazilieni. |
| African dragons                   |                     | |
| Dragoni africani                  | Amphisbaena         | Probabil originar din Africa nordică (iar mai apoi în Grecia), Amphisbaena este un dragon cu două capete (unul în față, iar celălalt la sfârșitul cozii). Capul din față ține cu dinții coada (sau gâtul capului celălalt), formând un cerc care îl ajuta să se rostogolească.                                                                                       |

| Wyvern                           | Spre deosebire de alți dragoni, Wyvernul are numai două picioare. Cu toate acestea, dat fiind că este vorba de cel mai mare dragon din lume, îi sunt suficiente pentru a-și căra prada, de exemplu un elefant. Wyvernul are dimensiuni considerabile (15 m lungime, 6 m înălțime). Wyvernul atacă doar folosindu-și dinții, coada și ghearele.                                            |
| Creaturi asemănătoare dragonului | |
| Vasiliscul                       | Un vasilisc iese dintr-un ou clocit de un cocoș. Este asemănător cu șerpii și șopârlele și, conform legendelor, poate ucide cu privirea, cu vocea, sau atingând victima. Ca Medusa, moare dacă se privește în oglindă. |
| Leviatanul                       | În mitologia ebraică, leviatanul este o creatură mare asemănătoare unui crocodil cu dinți fioroși; în Biblie, leviatanul poate sufla foc. Peste timp, termenul a ajuns să însemne un monstru marin de dimensiuni mari; în ebraica modernă, "leviathan" pur și simplu înseamnă "balenă". Un șarpe marin este de asemenea foarte asemănător cu dragonul, chiar dacă arată mai mult a șarpe. |